# منتخب مارتينيك لكرة القدم
منتخب مارتينيك لكرة القدم (بالفرنسية: Équipe de Martinique de football)‏ هو منتخب كرة القدم الرسمي لمارتينيك، تحت إدارة اتحاد مارتينيك لكرة القدم.

## وصلات خارجية
- الموقع الرسمي